# Raynor Arkenbout
Raynor Joshua Arkenbout (Amsterdam, 28 mei 1989) is een Nederlands acteur en regisseur. Naast zijn televisiewerk was Arkenbout ook bassist in het indiebandje Swim Class Bermuda.

## Biografie
Arkenbout begon op het Casparus College in Weesp aan de havo. Na twee jaar verruilde hij het Casparus College voor het Sint-Nicolaaslyceum, waar hij in 2006 zijn diploma behaalde. Na zijn middelbare school werkte hij achter de schermen bij de Carry Slee-verfilmingen Timboektoe en Radeloos. Tussen 2008 en 2009 werkte Arkenbout als belichter bij de jeugdserie SpangaS. Van 2010 tot 2012 speelde hij de rol van Edwin Bouwhuis in de soap Goede tijden, slechte tijden. In de KRO jeugdserie VRijland vertolkte hij de rol van Lodewijk Wiersema.

## Filmografie

### Televisie
- SpangaS - (geen rol) belichter (2008-2009)
- Goede tijden, slechte tijden - Edwin Bouwhuis (2010-2012)
- VRijland - Lodewijk Wiersema (2012-2013)
- Sterren Springen op Zaterdag (2012)
- The Passion (2015)

### Singles
| Single met eventuele hitnotering(en) in de Nederlandse Top 40 | Datum van verschijnen | Datum van binnenkomst | Hoogste positie | Aantal weken | Opmerkingen                                                         |
| ------------------------------------------------------------- | --------------------- | --------------------- | --------------- | ------------ | ------------------------------------------------------------------- |
| Jij                                                           | 08-07-2011            | 23-07-2011            | top21           | -            | Als Edwin, met Lucas, Rikki en Sjoerd / Nr. 19 in de Single Top 100 |